# Batrachorhina rufina
Batrachorhina rufina är en skalbaggsart som först beskrevs av Leon Fairmaire 1897.  Batrachorhina rufina ingår i släktet Batrachorhina och familjen långhorningar.
Artens utbredningsområde är Madagaskar. Inga underarter finns listade.